# Gorgonocephalus eucnemis
Gorgonocephalus eucnemis — вид морських донних тварин з класу офіур (Ophiuroidea). Відноситься до родини Gorgonocephalidae .

## Опис
Густо розгалужені, дуже гнучкі і рухливі промені при русі роблять тварину схожим на голову міфічного чудовиська Горгони зі зміями замість волосся на голові, через що його, як і інші види горгоноцефалів, називають «головою Горгони». Власне наукова назва роду Gorgonocephalus і походить від грец. Γοργών — «горгона» і грец. κέφαλος — «голова». Видова назва eucnemis походить від грец. εὖ, що означає «справжній, хороший, відповідний», і грец. κνήμη — «гомілка» або «нога». Велика гілкопроменева офіура з диском діаметром до 14,3 см і багаторазово дихотомично розгалуженим променями.

## Поширення
Бореально-арктичний циркумполярний вид, що мешкає на шельфі і континентальному схилі в північній частині Євразії і Північної Америки на глибинах до 1850 м. Досить численний, місцями масовий вид, в деяких бентичних біоценозах що становить одну з основних частин біомаси.

## Спосіб життя
Харчується, фільтруючи з води великий зоопланктон, захоплюючи його численними дуже гнучкими кінцевими відгалуженнями променів. Розмножується, як і багато морських безхребетних, відкладаючи статеві продукти безпосередньо у воду. Яйця і личинки входять до складу морського зоопланктону, молоді офіури на ранніх стадіях розвитку паразитують на коралових поліпів, харчуючись їх внутрішніми тканинами, що підросли селяться на дорсальній поверхні тіла дорослих горгоноцефалів свого виду, харчуючись їх уловом. Іноді послуговують їжею хижим рибам. Один з 10 видів широко розповсюдженого в полярних і помірних водах усього світу роду горгоноцефалів, найбільших офіур.